# زمین‌لرزه ۲۰۱۳ یاآن
زمین‌لرزه یاآن در شهرستان یاآن، استان سیحون (سیچوآن) در جنوب غرب چین، زلزله‌ای به بزرگای گشتاوری 7 (Mw) (بزرگی 7 در مقیاس ریشتر) در ۳۱ فروردین ۱۳۹۲، رخ داد.
سیزده شهر و 69 روستا استان سیچوان از بیست تا هشتاد درصد آسیب زده است.
به گفته مقامات چین زلزله هفت ریشتری روز شنبه هیچ آسیبی به تاسیسات هسته ای استان سی چوان وارد نکرده و علایم انتشار رادیو اکتیو دیده نشده است.